# Thomasîn von Zerclaere

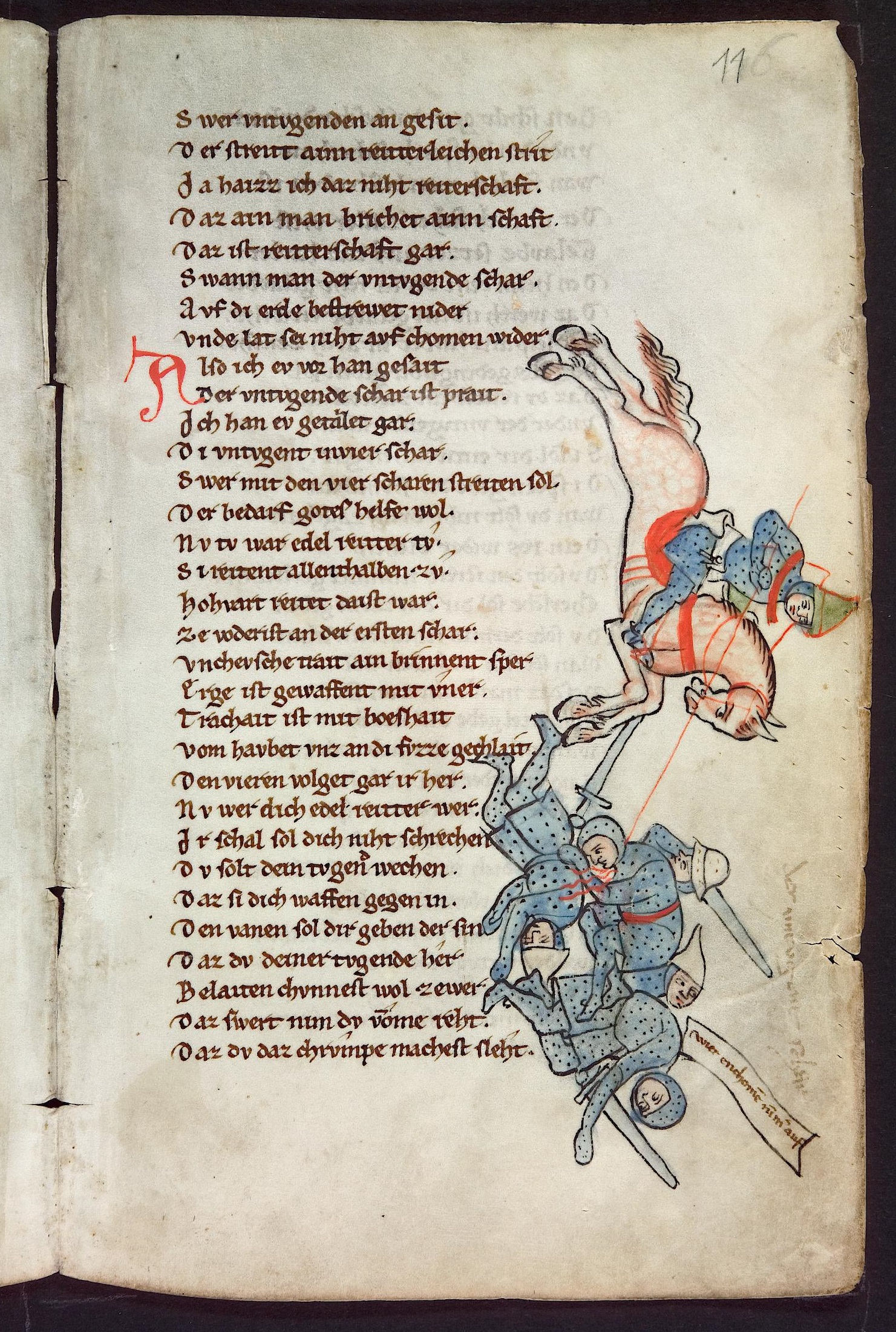
Seite aus Der wälsche Gast (Universitätsbibliothek Heidelberg, Cod. Pal. germ. 389, Fol. 116^{r}, Mitte 13. Jahrhundert)

Thomasîn von Zerclaere (auch Zirklære, Zirklaria) (* um 1186 im Friaul; † angeblich 1238 in Aquileja) war der Verfasser des monumentalen mittelhochdeutschen Gedichtes Der wälsche Gast.

## Leben und Werk
Er war ein gebildeter romanischsprachiger Ministeriale aus dem Geschlecht der Cerclaria und seit etwa 1206 Domherr am Hofe des deutschsprachigen Patriarchen von Aquileja, Wolfger von Erla, dem früheren Bischof von Passau und Förderer Walthers von der Vogelweide. Die genauen biographischen Daten sind jedoch ungesichert, bzw. gibt es mehrere mögliche Annahmen in der Forschung.
Laut eigenen Angaben (Vers 11709-22, 12228) verfasste er im Winter 1215–1216 in nur zehn Monaten das erste monumentale deutschsprachige Lehrgedicht des Mittelalters, Der wälsche Gast (Original: Der welhische Gast). Dieses Werk umfasst 14.750 Verse und ist in einem bairischen Mittelhochdeutsch geschrieben, mit Einfärbungen, die er möglicherweise von den zimbrischen Sprachinseln in Norditalien gelernt hat. Deutsch war nicht die Muttersprache des Norditalieners Thomasîn und so entschuldigt er sich auch beim Leser für sprachliche Unzulänglichkeiten (Vers 67–74). Tatsächlich können seine Reimpaarverse mit der Eleganz und Sicherheit der gleichzeitigen höfischen Erzähldichtung nicht konkurrieren. Trotzdem war das Werk erfolgreich und fand weite Verbreitung: Es ist in 24 Handschriften und Handschriftfragmenten überliefert, die überwiegend mit reichen Illustrationen versehen sind. Diese dürften – ein Novum in der mittelalterlichen deutschen Literatur – bereits vom Autor zusammen mit dem Text konzipiert worden sein.
Zielpublikum des Fremdlings aus der Romania (so die Bedeutung des metaphorischen Titels der Dichtung) waren junge Adelige, die im Buch zu höfischen Tugenden ermahnt werden. Der Welsche Gast belehrt über höfische Erziehung, Bildung, Minne, praktische Ethik und ritterliche Tugenden (staete, mâze, milte, reht). Dabei verarbeitete Thomasin vielfach zeitgenössisches lateinisches Schrifttum über Ethik, Philosophie und die Artes liberales. Hof- und Zeitkritik durchziehen das ganze Werk. In diesem Kontext ist noch erwähnenswert, dass Thomasin seine Morallehre aus kosmischen Gesetzmäßigkeiten ableitet und dadurch eine Ethik kreiert, die nicht auf religiösen Wahrheiten aufbaut, sondern fest in Naturgesetzlichkeiten verankert ist. Im achten Buch nimmt Thomasin Bezug auf Walther von der Vogelweide und kritisiert dessen Angriffe auf die bestehende Ordnung und den Papst.
Seine Art, bairisches Mittelhochdeutsch zu schreiben, und auch seine teilweisen Unsicherheiten dabei, sind jedoch für die historische Linguistik eine hochinteressante Quelle, da sich gerade in dieser Zeit der Kontakt des bairischsprachigen Raums mit den romanischsprachigen Gebieten südlich der Alpen intensivierte und sich das Bairische teilweise sogar in davor romanischsprachigen Tälern ausbreitete. Der Sprachwechsel dieser romanischen Bevölkerung zum Bairischen prägt die südbairischen Dialekte mit aus dem romanischen stammenden Vokabular und auch typisch romanischen lautlichen und grammatikalischen Formen bis heute. Dieser Prozess kann bei Thomasin praktisch direkt an einem Zeitzeugen analysiert werden. Die südlichen Sprachnachbarn der Baiern waren damals übrigens durchgehend die alpenromanischen Sprachen und nicht die italoromanischen Sprachen der Ebene, und zwar vom Engadin im Westen, über den Vinschgau und Trient bis ins Friaul im Osten, der Heimat Thomasins.
Die älteste überlieferte Version seines Werkes befindet sich in der Universitätsbibliothek Heidelberg unter der Signatur Cpg 389.

## Werkausgaben
- F. W. von Kries (Hrsg.): Thomasin von Zerclaere. Der welsche Gast (= Göppinger Arbeiten zur Germanistik. Band 425). 4 Bände. Kümmerle Verlag, Göppingen 1984–1985, ISBN 3-87452-651-8/ 652-6/ 652-4/ 654-2.
- Eva Willms: Thomasin von Zerklaere: Der welsche Gast: Text (Auswahl) – Übersetzung – Stellenkommentar. Walter de Gruyter, Berlin 2004, ISBN 3-11-017543-6, online bei Google Books.